# Gerrit Claesz Pool

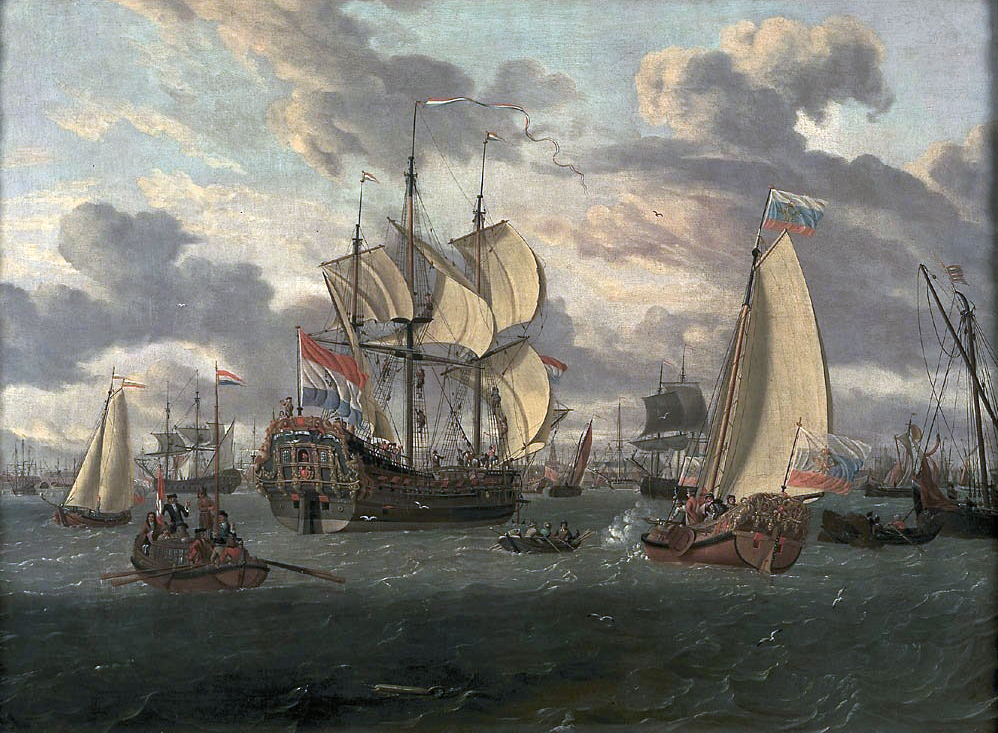
Fregatte Pieter en Paul auf dem Gemälde von Abraham Storck

Gerrit Claesz Pool, später auch Poel geschrieben (getauft am 19. Februar 1651 in Amsterdam; begraben am 2. Juni 1710 ebenda) war ein niederländischer Schiffbauer, Werftmeister und Schiffszimmermann in Amsterdam. Bekannt wurde er als Lehrherr Zar Peters des Großen und für das Zimmermannszeugnis, das er ihm ausstellte.

## Leben

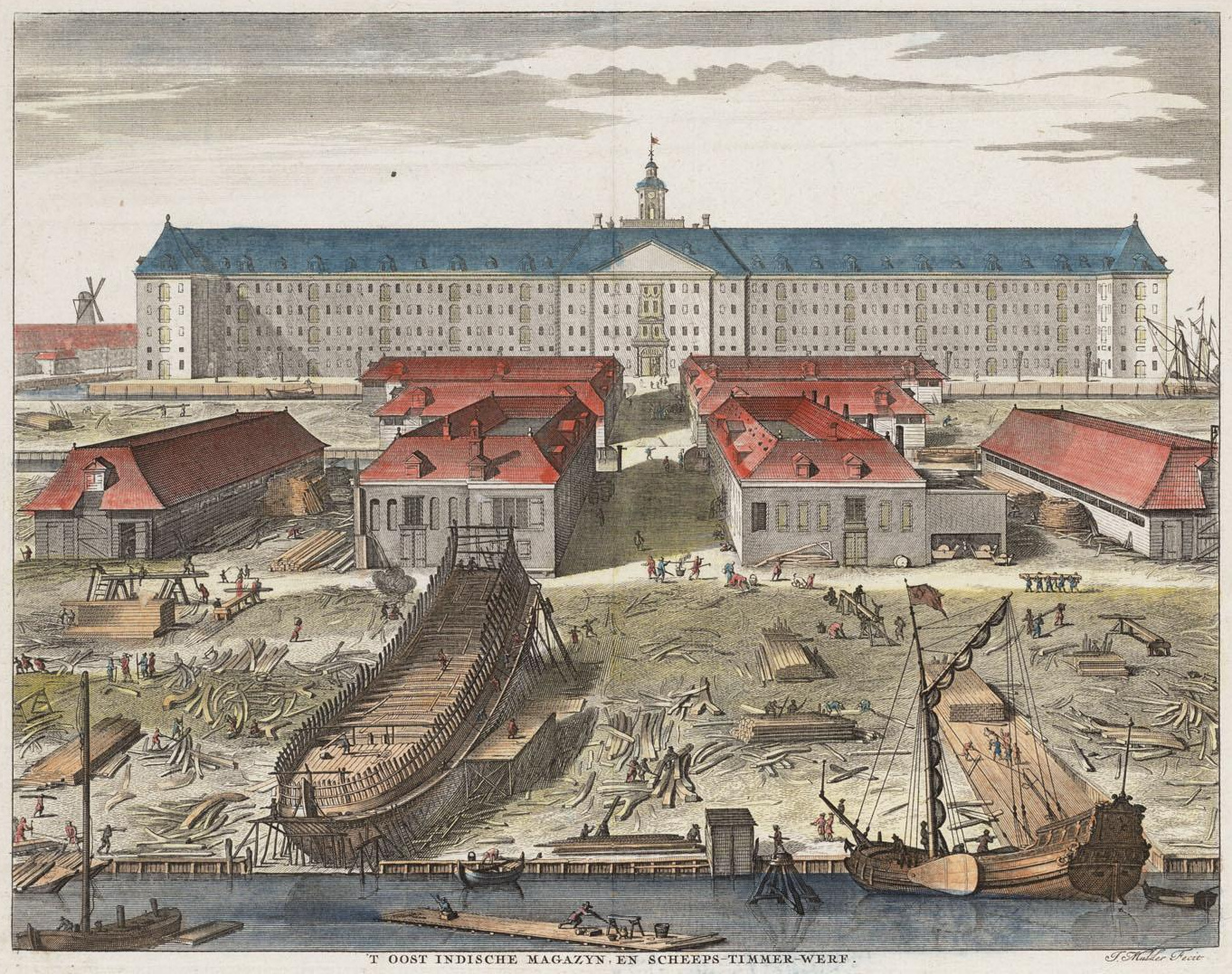
Eine weit verbreitete Graphik des 18. Jahrhunderts mit dem Magazin und Werft der VOC auf Oostenburg.

Pool lebte und arbeitete auf Rapenburg, Wittenburg, Oostenburg und Kattenburg, teil Oostelijke Eilanden und unweit des Hafens. Er war zweimal verheiratet, erstens am 29. August 1679 mit Marritje Jansdr, die am 1. Juni 1693 begraben wurde und in zweiter Ehe ab dem 24. November 1693 mit Eva Snellings, die am 12. März 1726 begraben wurde. Aus erster Ehe gingen acht Kinder hervor. 
In seiner Eigenschaft als Werftmeister leitete er ab September 1697 den Bau der Fregatte „Pieter en Paul“, wobei auch Peter der Große mitgewirkt hatte. Dieses Schiff wurde anschließend in der Niederländischen Ostindien-Fahrt eingesetzt. Auch nachdem Peter der Große nach Russland zurückgekehrt war, korrespondierte er mit Pool und bat ihn in Schiffbaufragen um Rat.

## Zeugnis für Peter den Großen
Das Lehrzeugnis, das Pool dem Zaren ausgestellt hat, wurde mehrfach abgedruckt, Wortlaut:
Ich, unterschriebener Gerrit Claeß Pool, Meister-Schiffszimmermann der octroyirten ostindischen Companie zur Kammer von Amsterdam, bescheinige und bezeuge als die Wahrheit, dass Peter Michaeloff (zum Gefolge der großmoskowitischen Gesandtschaft gehörig, und daraus unter denjenigen, die allhier zu Amsterdam auf der ostindischen Schiffszimmerwerft vom 30. August 1697 bis heute gewohnt und unter unserer Aufsicht gezimmert habe), sich während der Zeit seines edlen Aufenthaltes dahier als ein fleißiger und tüchtiger Zimmermann benommen hat, als da ist im Rauarbeiten, Stoßhölzeranlegen, Abkrabben, Bröwen, Hobeln, Einfügen, Behauen, Abschlichten, Bohren, Sägen, Planken- und Stoßhölzerbrennen und was einem guten und vortrefflichen Zimmermann zu tun bekommt, und hat eine Fregatte, Peter und Paul, über 100 Fuß lang, von Anfang an (am Vordersteven und am Steuerbord) bis sie beinahe fertig war, machen helfen und das nicht allein, sondern ist durch mich überdies noch in der Schiffsarchitektur und Zeichenkunst vollkommen unterwiesen worden, so dass Se. Edeln dieselben aus dem Grunde versteht, und das, so weit als sie unseres Dafürhalten praktiziert werden kann. Zum Zeugnis der Wahrheit habe ich dies mit meiner eigenen Hand unterschrieben. So geschehen in Amsterdam an unserem gewöhnlichen Wohnplatz bei der ostindischen Werft,
den 15. Januar im Jahre unseres Herrn 1698.
Gerrit Claesz Pool, Meister-Schiffszimmermann der EE. octroyirten ostindischen Companie in Amsterdam.

## Nachwirken

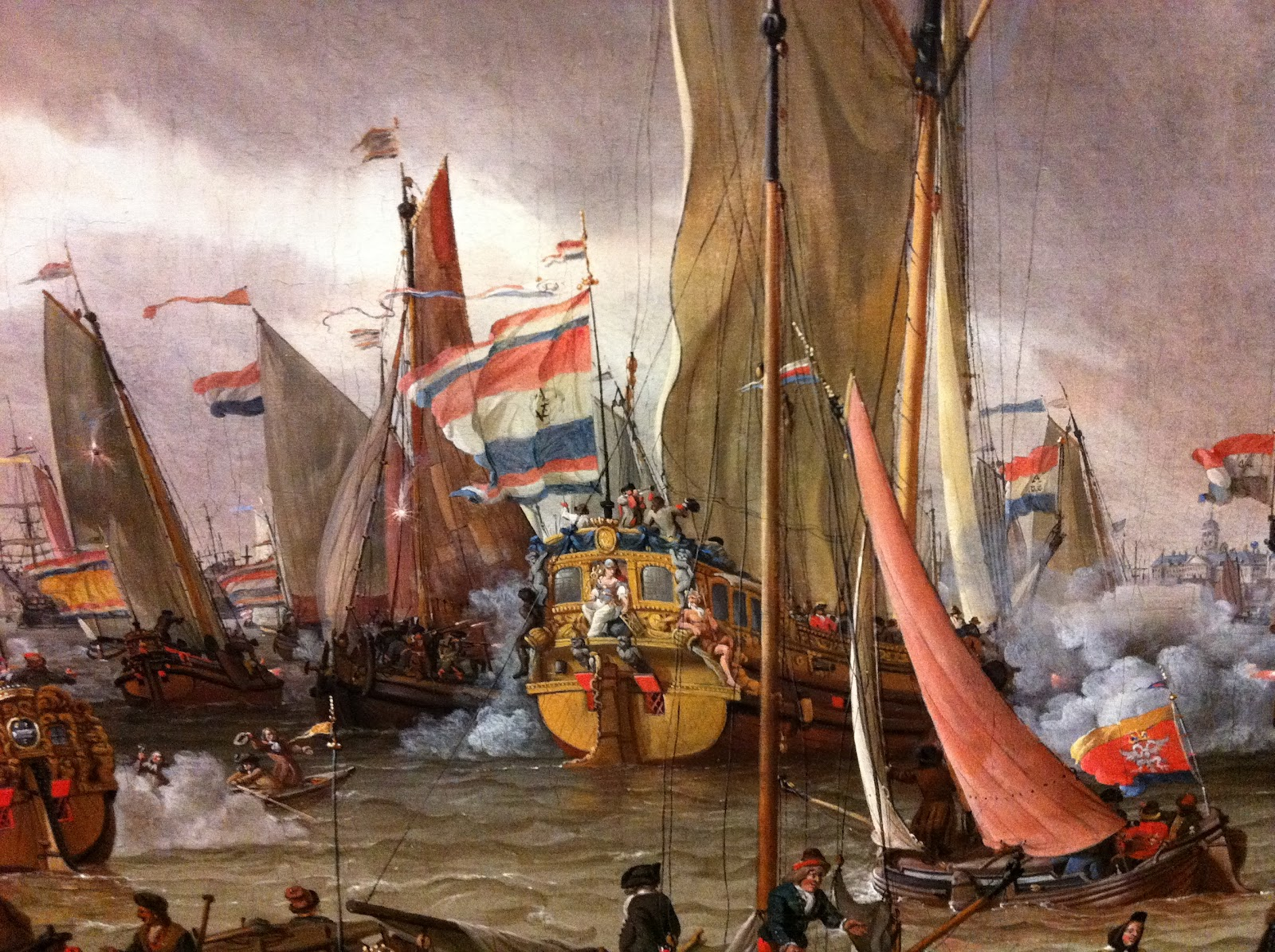
Übungskampf der niederländischen Flotte zu Ehren von Zar Peter dem Großen, 1. September 1697 von Abraham Storck (Fragment)

Das unter der Leitung von Pool erbaute Schiff „Pieter en Paul“ ist auf mehreren Gemälden des Malers Abraham Storck (1644–1708) dargestellt. Dieses Bild befindet sich heute im Het Scheepvaartmuseum (früherer Name: Nederlandsch Historisch Scheepvaartmuseum in Amsterdam).
Der Stoff von der Zimmermannslehre Peters des Großen unter dem Pseudonym Peter Michailow wurde mehrfach literarisch und musikalisch bearbeitet, darunter von Gaetano Donizetti (Il borgomastro di Saardam) und Albert Lortzing (Zar und Zimmermann), wobei Lortzings Oper das bekannteste Werk ist. Allerdings verlegten die Bearbeiter die Handlung nach Saardam, wo sich Peter der Große nur kurzfristig (eine Woche) aufgehalten hatte.